# Aeverium

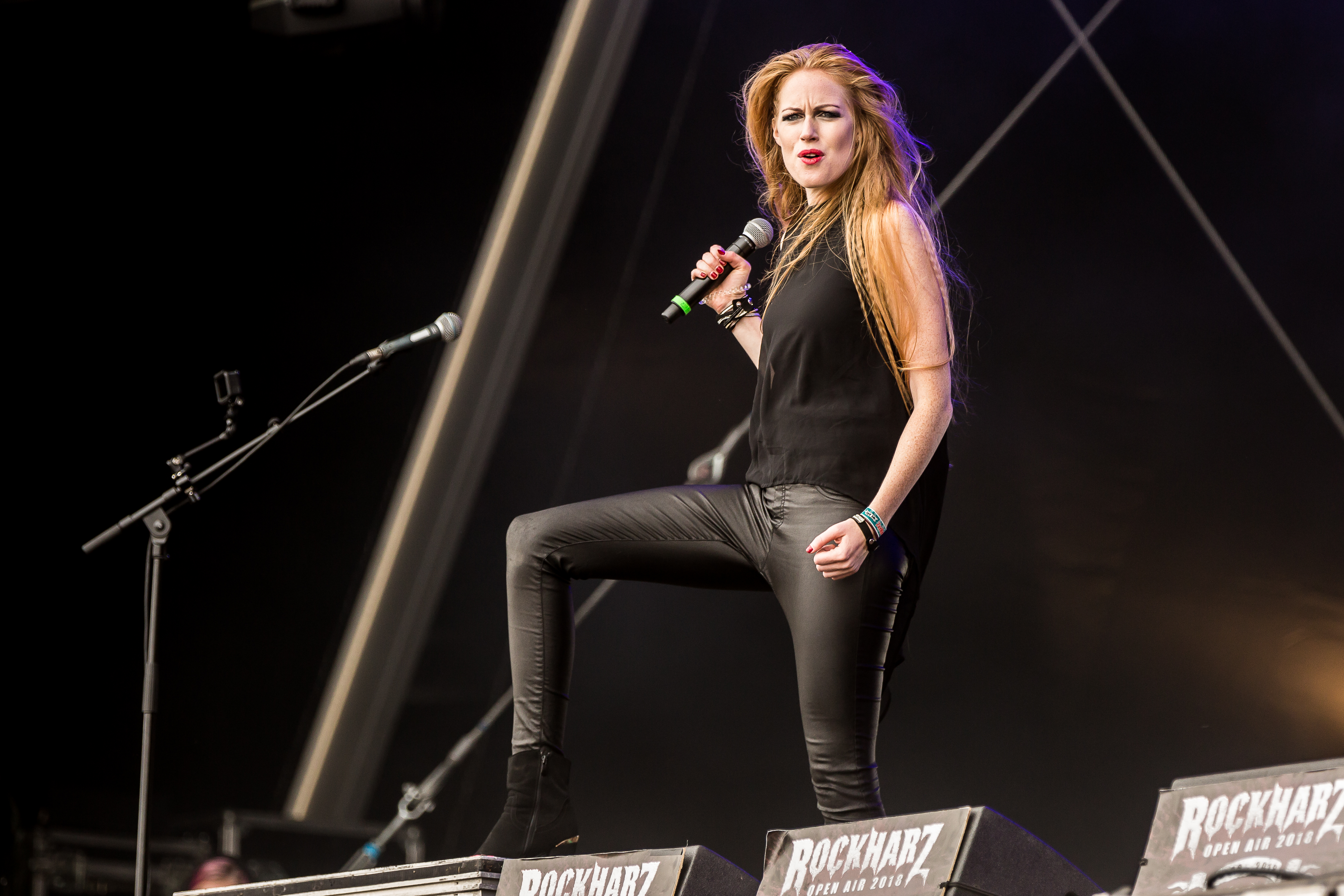
Aeva Maurelle auf dem Rockharz 2018

Aeverium ist eine deutsche Alternative-Metal-Band aus Brüggen, die aufgrund ihrer Popularität in der Schwarzen Szene und ihres entsprechenden Auftretens auch unter dem Sammelbegriff Gothic Metal gehandelt wird.

## Geschichte
Aeverium wurde im Jahr 2013 von Sänger Marcel „Chubby“ Römer, Gitarrist Michael Karius und Keyboarder Andreas „Anti“ Delvos ins Leben gerufen. Alle hatten zur Zeit der Gründung bereits einige Erfahrungen im Musikgeschäft gesammelt und waren so in der Lage, durch Kontakte weitere Bandmitglieder für ihre Demo-Aufnahmen zu begeistern. Mit Aeva Maurelle am Gesang, Lars Dannenberg am Bass und Klaus Radtke am Schlagzeug wurde die Besetzung komplettiert. 
Am 24. Januar 2014 gab Aeverium ihr Live-Debüt beim Festival „Süchteln brennt“ in Süchteln. Es folgten weitere Auftritte in Deutschland und den Niederlanden sowie die Produktion der EP The Harvest, welche die ersten vier Lieder der Band enthielt und von Sander Gommans und Amanda Somerville produziert wurde. 
Im Juli desselben Jahren gewann Aeverium eine Internet-Abstimmung des M’era Luna Festivals in Hildesheim, das ihnen einen Auftritt bei ebendiesem ermöglichte. Am 23. Oktober 2014 wurde die Unterzeichnung eines Vertrages mit dem deutschen Label Out of Line bekanntgegeben. Aus dieser Zusammenarbeit entstand das am 27. März 2015 erschienene Debüt-Album Break Out. Im Juli 2016 musste der Schlagzeuger Klaus Radtke aus zeitlichen und privaten Gründen seinen Ausstieg bekannt geben. Für die anstehenden Events wurde er zunächst von Bodo Stricker ersetzt, der daraufhin fester Schlagzeuger in der Band wurde.
Im Oktober 2016 konnten Aeverium zusammen mit Kamelot im Rahmen der Haven Europe Tour Part III als Vorband touren. Dabei durfte Sängerin Aeva Maurelle auch bei Kamelot den Female-Part übernehmen. Im August 2017 trat die Band auf dem Wacken Open Air in der Metal Church auf. Für 2018 waren sie bei den Wacken Winter Nights bestätigt. Im September 2018 gab Aeva Maurelle ihren Ausstieg aus der Band bekannt. Als Ersatz wurde Vanessa Katakalos gefunden.

## Diskografie

### Alben
- 2015: Break Out
- 2017: Time
- 2024: The Secret Door

### Sonstige
- 2013: The Harvest (EP)
- 2019: Safe Harbour (Single)

### Musikvideos
- 2014: Heaven's Burning (Harvest Time)
- 2015: Break Out
- 2017: What About Me
- 2017: Hunted
- 2019: Safe Harbour
- 2024: Living in Elysium
- 2024: Herzlinie (mit René Anlauff von Heldmaschine)